# 5535 Annefrank

Animație a traiectoriei lui Stardust din 7 februarie 1999 până în 7 aprilie 2011
Stardust·
81P/Wild·
Pământul·
5535 Annefrank·
Tempel 1

5535 Annefrank, denumire provizorie 1942 EM, este un asteroid Florian pietros și suspectat a fi un asteroid binar de contact din centura interioară de asteroizi, cu un diametru de aproximativ 4,5 kilometri. A fost folosit ca țintă pentru a practica tehnica de zbor pe care sonda spațială Stardust o va folosi mai târziu pe cometa Wild 2.
Asteroidul a fost descoperit pe 23 martie 1942 de astronomul german Karl Reinmuth la Observatorul Heidelberg din sud-vestul Germaniei. A fost numit după Anne Frank, o victimă a Holocaustului.

## Orbită și clasificare
Annefrank este un membru al familiei Flora, una dintre cele mai mari populații colizionale de asteroizi pietroși din centura principală. Orbitează în jurul Soarelui în centura principală interioară la o distanță de 2,1–2,4 UA o dată la 3 ani și 3 luni (1.202 zile). Orbita sa are o excentricitate de 0,06 și o înclinare de 4 ° față de ecliptică.
Arcul de observare al corpului începe la Crimeea–Nauchnij în 1978, cu identificarea sa ca 1978 EK6, la 36 de ani după observarea sa oficială a descoperirii la Heidelberg.

## Caracteristici fizice
Annefrank a fost caracterizat ca un asteroid comun de tip S.

### Diametru, albedo și formă
Pe 2 noiembrie 2002, sonda spațială Stardust a zburat pe lângă Annefrank la o distanță de 3079 km. Imaginile sale arată că asteroidul are 6,6 × 5,0 × 3,4 km, de două ori mai mare decât se credea anterior, iar corpul său principal are forma unei prisme triunghiulare cu mai multe cratere vizibile. Din fotografii, albedo -ul lui Annefrank a fost calculat între 0,18 și 0,24.  Analiza preliminară a imaginilor Stardust sugerează că Annefrank poate fi un asteroid binar de contact, deși există alte explicații posibile pentru forma sa observată.

### Rotație și poli
În octombrie 2006, au fost utilizate observații fotometrice la sol în încercarea de a măsura perioada de rotație a lui Annefrank. Analiza curbei de lumină ambigue a dat o perioadă de 15.12 ore și o variație a luminozității de 0,25 în magnitudine cu două soluții alternative de perioadă de 12 și, respectiv, 22,8 ore (U=2).
În ianuarie 2014, observațiile fotometrice la Fabrica Tranzitorie Palomar au dat o perioadă de rotație de 15.156 și 21.33 ore cu o amplitudine de 0,17 și, respectiv, 0,20 magnitudine (U=2/2).
Datele curbei de lumină sugerează că Annefrank nu este lambertian, ceea ce înseamnă că formele de relief, cum ar fi umbrele din bolovani și cratere, joacă un rol în luminozitatea percepută a obiectului și nu doar dimensiunea relativă a asteroidului atunci când este văzut din acea orientare.
Cea mai scurtă axă a corpului este aproximativ aliniată perpendicular pe planul său orbital.

## Numire
Această planetă minoră a fost numită după Anne Frank, diarista olandez-evreică care a murit într-un lagăr de concentrare nazist (Al Doilea Război Mondial).  Citația oficială a denumirii a fost publicată de Minor Planet Center pe 14 mai 1995 (M.P.C. 25230).